# Cantó de Vitròla
El cantó de Vitròla és un cantó francès del departament de les Boques del Roine, situat al districte d'Istre. Inclou el municipi de Vitròla.

## Municipis
- Vitròla

| Data d'elecció                           | Identitat            | Partit                    | Qualitat |
| ---------------------------------------- | -------------------- | ------------------------- | -------- |
| 1985-1992                                | Raymond Lecler       | RPR                       |          |
| 1992-1998                                | Jean-Jacques Anglade | PS, després Divers gauche |          |
| 1998-2004                                | Dominique Tichadou   | PS                        |          |
| 2004-2009                                | Guy Obino            | PS                        |          |
| 2009-                                    | Loïc Gachon          | PS                        |          |
| les dades anteriors no són pas conegudes |                      |                           |          |